# Efren Esmilla

Bischofswappen von Efren Esmilla

Efren Veridiano Esmilla (* 18. Juni 1962 in Nagcarlan, Provinz Laguna, Philippinen) ist ein philippinisch-US-amerikanischer römisch-katholischer Geistlicher und Weihbischof in Philadelphia.

## Leben
Efren Esmilla besuchte zunächst das San Beda College in Manila. Anschließend emigrierte er in die Vereinigten Staaten, wo er Philosophie und Katholische Theologie am Priesterseminar Saint Charles Borromeo in Overbrook studierte. Dort erwarb er einen Master of Divinity. Am 15. Mai 1993 empfing Esmilla in der Kathedralbasilika St. Peter und Paul durch den Erzbischof von Philadelphia, Anthony Joseph Kardinal Bevilacqua, das Sakrament der Priesterweihe für das Erzbistum Philadelphia.
Esmilla war nach der Priesterweihe zunächst als Pfarrvikar der Pfarreien Saint John Chrysostom in Wallingford (1993–2001) und Maternity of the Blessed Virgin Mary in Philadelphia (2001–2003) tätig, bevor er stellvertretender Direktor für die pastorale Ausbildung der Seminaristen am Priesterseminar Saint Charles Borromeo in Overbrook wurde. Von 2004 bis 2005 leitete er das Spiritualitätsjahr am Priesterseminar Saint Charles Borromeo. Nachdem Esmilla im Anschluss kurzzeitig als Pfarrvikar der Pfarrei Saint Martha in Philadelphia gewirkt hatte, wurde er 2006 Pfarrer der Pfarrei Our Lady of Hope in Philadelphia. Ab 2020 war er Pfarrer der Pfarrei Saint Martin of Tours in Philadelphia und ab 2021 zusätzlich auch Pfarrer der Pfarrei Saint James in Elkins Park. Zudem fungierte Esmilla bereits ab 2005 als Kaplan für die philippinischen Gläubigen im Erzbistum Philadelphia.
Am 8. Dezember 2023 ernannte ihn Papst Franziskus zum Titularbischof von Ottana und zum Weihbischof in Philadelphia. Der Erzbischof von Philadelphia, Nelson Jesus Perez, spendete ihm sowie Christopher Cooke und Keith Chylinski am 7. März 2024 in der Kathedralbasilika St. Peter und Paul die Bischofsweihe; Mitkonsekratoren waren der Bischof von Arlington, Michael Francis Burbidge, und der Weihbischof in Philadelphia, John Joseph McIntyre. Sein Wahlspruch Sicut qui ministrat („Wie einer, der dient“) stammt aus Lk 22,27 .